# اکتا (وایومینگ)
اکتا (به انگلیسی: Echeta) یک منطقهٔ مسکونی در ایالات متحده آمریکا است که در شهرستان کمبل، وایومینگ واقع شده است. اکتا ۱٬۲۳۹٫۰۳ متر بالاتر از سطح دریا قرار دارد.